# Cobija
Cobija est une ville de Bolivie et la capitale du département de Pando. Sa population s'élevait à 46 267 habitants en 2012. Cobija est la capitale et l'unique ville du département le moins peuplé de Bolivie.

## Géographie
Cobija est située à l'extrême-nord de la Bolivie, à 614 km de La Paz. Il s'agit de la capitale du département de Pando ainsi que du chef-lieu de la province de Nicolás Suárez. Elle est bâtie au bord du río Acre, frontière naturelle avec le Brésil, face à la ville brésilienne de Brasiléia.

## Histoire
Fondée en 1906 sous le nom de Bay Bay ou Barraca, Cobija reçut son nom actuel en 1908, en commémoration de l'ancien port maritime bolivien de Cobija sur l'océan Pacifique, qui est occupé par le Chili depuis la guerre du Pacifique (1879-1884).
Cobija connaît un boom économique dans les années 1940 grâce à l'introduction de l'industrie du caoutchouc.
Lors des troubles de 2008 en Bolivie, une manifestation de paysans favorables au président Evo Morales est prise dans une embuscade tendue par des hommes armés à proximité de Cobija. Au moins 15 personnes sont tuées et des dizaines blessées.

## Population
La population de Cobija augmente relativement rapidement, la population de la ville est de 46 267 habitants, tel qu'il est comptabilisé par le recensement bolivien de 2012.
| 1950  | 1976  | 1992   | 2001   | 2012   | 2022 |
| ----- | ----- | ------ | ------ | ------ | ---- |
| 1 726 | 3 636 | 10 001 | 20 820 | 46 267 | —    |

## Transports
Cobija possède un aéroport qui est desservi par plusieurs lignes nationales en provenance ou à destination de la plupart des grandes villes de Bolivie, il s'agit de l'aéroport Capitán Aníbal Arab. La ville est également le carrefour de trois routes nationales boliviennes. La route 13 permet de rejoindre le département du Beni et le reste de la Bolivie, la route 16 se rend dans les petites localités de l'ouest du Pando et la route 18 relie Cobija à la frontière péruvienne à l'ouest. En raison d'un revêtement majoritairement inexistant, ces routes ne sont pas toujours praticables durant la saison des pluies.